# Tatopani (Myagdi)
Tatopani (nep. भु-तातोपानी, trl. Tātopānī, trb. Tatopani) – gaun wikas samiti w zachodniej części Nepalu w strefie Dhawalagiri w dystrykcie Myagdi. Według nepalskiego spisu powszechnego z 2001 roku liczył on 212 gospodarstw domowych i 879 mieszkańców (461 kobiet i 418 mężczyzn).